# Westland Marathon 1974
De Westland Marathon 1974 werd gehouden op zaterdag 11 mei 1974. Het was de zesde editie van deze marathon.
De 23-jarige Italiaan Antonino Mangano won de wedstrijd in 2:21.11. Hij had bijna anderhalve minuut voorsprong op de Oostenrijker Richard Fink, die in 2:22.40 over de finish kwam. Het evenement deed ook dienst als Nederlands kampioenschap marathon. De nationale titel werd gewonnen door Henk Kalf, die vanaf kilometer 21 tot en met 28 nog alleen aan de leiding liep.
In totaal finishten er 152 deelnemers. Er namen geen vrouwen deel aan de wedstrijd, want marathonwedstrijden voor vrouwen bestonden er in die tijd nog niet.

## Uitslagen
| rang   | naam              | land | tijd    | NK    |
| ------ | ----------------- | ---- | ------- | ----- |
| Goud   | Antonino Mangano  | ITA  | 2:21.11 |       |
| Zilver | Richard Fink      | AUT  | 2:22.40 |       |
| Brons  | Keith Darlow      | ENG  | 2:23.32 |       |
| 4      | Henk Kalf         | NED  | 2:23.34 | 1e NK |
| 5      | Jiri Stehlik      | TCH  | 2:23.45 |       |
| 6      | Ludek Kocian      | TCH  | 2:24.51 |       |
| 7      | Rob Atkinson      | WAL  | 2:25.23 |       |
| 8      | Bill Mclaren Day  | SCO  | 2:25.24 |       |
| 9      | Bert van Sijtveld | NED  | 2:26.30 | 2e NK |
| 10     | Davald Davies     | ENG  | 2:27.29 |       |
| 11     | Dave Case         | ENG  | 2:27.34 |       |
| 12     | Johan Kijne       | NED  | 2:28.51 | 3e NK |
| 13     | Gerard Mentink    | NED  | 2:30.18 | 4e NK |
| 14     | Cees Verhoef      | NED  | 2:31.20 | 5e NK |
| 15     | J. Kiss           | HKG  | 2:32.21 |       |

1969 ·
1970 ·
1971 ·
1972 ·
1973 ·
1974 ·
1975 ·
1976 ·
1977 ·
1978 ·
1979 ·
1980 ·
1981 ·
1982 ·
1983 ·
1984 ·
1985 ·
1986 ·
1987 ·
1988 ·
1989 ·
1990 ·
1991 ·
1992 ·
1993 ·
1994 ·
1995 ·
1996 ·
1997 ·
2014